# Murcia / Alcantarilla
Murcia / Alcantarilla är en flygbas i Spanien.   Den ligger i provinsen Murcia och regionen Murcia, i den sydöstra delen av landet, 300 km sydost om huvudstaden Madrid. Murcia / Alcantarilla ligger 76 meter över havet.
Terrängen runt Murcia / Alcantarilla är platt åt nordväst, men åt sydost är den kuperad.Runt Murcia / Alcantarilla är det tätbefolkat, med 427 invånare per kvadratkilometer. Närmaste större samhälle är Murcia, 9,6 km öster om Murcia / Alcantarilla. Trakten runt Murcia / Alcantarilla består till största delen av jordbruksmark.